# Municipio de Jackson (condado de Brown, Ohio)
El municipio de Jackson (en inglés: Jackson Township) es un municipio ubicado en el condado de Brown en el estado estadounidense de Ohio. En el año 2010 tenía una población de 1581 habitantes y una densidad poblacional de 21,53 personas por km².

## Geografía
El municipio de Jackson se encuentra ubicado en las coordenadas 38°54′55″N 83°43′42″O / 38.91528, -83.72833. Según la Oficina del Censo de los Estados Unidos, el municipio tiene una superficie total de 73.42 km², de la cual 73,01 km² corresponden a tierra firme y (0,56 %) 0,41 km² es agua.

## Demografía
Según el censo de 2010, había 1581 personas residiendo en el municipio de Jackson. La densidad de población era de 21,53 hab./km². De los 1581 habitantes, el municipio de Jackson estaba compuesto por el 98,36 % blancos, el 0,63 % eran afroamericanos, el 0,25 % eran amerindios, el 0,13 % eran de otras razas y el 0,63 % eran de una mezcla de razas. Del total de la población el 1,14 % eran hispanos o latinos de cualquier raza.